# ニッキーD
ニッキーD（Nikki D、1968年9月10日 - ）は、アメリカのラッパー。

## 略歴
1989年にデフ・ジャムと契約し、同年にデビュー・シングル「Lettin' Off Steam」をリリース。サム・セヴァーがプロデュースを担当した。このシングルのミュージック・ビデオはフレイヴァー・フレイヴをフィーチャーしていた。1992年、ニッキーDはより商業的に実行可能な曲「Daddy's Little Girl」をリリース。この曲はインディーズ映画『Just Another Girl on the I.R.T.』のサウンドトラックに収録され、アメリカ・ビルボードのホット・ラップ・シングル・チャートで1位に到達した。
「Daddy's Little Girl」をリリースする前、ニッキーDはR&Bアーティストのアリソン・ウィリアムズと1年間にわたるヨーロッパ・ツアーを行っていた。ニッキーDは、映画『SET IT OFF』のサウンドトラックでモービー、クィーン・ラティファと、アルバム『マディー・ウォーターズ』でレッドマンと、また、EPMD、ノーティ・バイ・ネイチャー、フレイヴァー・ユニット、スザンヌ・ヴェガと一緒に楽曲の数々を録音した。

## ディスコグラフィ

### スタジオ・アルバム
- 『ダディーズ・リトル・ガール』 - Daddy's Little Girl (1991年、Def Jam)
- Team Strong Mixtape (2012年、Strong Entertainment)

### シングル
- "Lettin' Off Steam" (1989年)
- "Daddy's Little Girl" (1991年)
- "Hang On Kid" (1991年)
- "Wasted" (1991年)
- "Freak Out" (1993年)